# اختبار Q لكوكران
يعد اختبار Q لكوكران طريقة إحصائية تستخدم لتقييم التباين بين الدراسات في التحليلات التلوية. يُعد هذا الاختبار مفيدًا خصوصًا عند تحليل البيانات من عدة دراسات مستقلة تُجمع معًا لاستخلاص استنتاج جماعي. يوفر هذا الاختبار طريقة لقياس التباين في نتائج الدراسة الذي يرجع إلى التباين بدلاً من الصدفة. تكمن أهمية تقييم التباين في إمكانية تأثيره على الاستنتاجات المستخلصة من التحليل التلوي، حيث قد يشير التباين الكبير إلى أنه من غير المناسب دمج نتائج الدراسة. فيما يلي نظرة أقرب على اختبار Q لكوكران، بما في ذلك منهجيته وتطبيقاته وقيوده.

## المنهجية
يعتمد اختبار Q لكوكران على إحصاء الكاي تربيع ويقارن بين أحجام التأثير الملاحظة مقابل أحجام التأثير المتوقعة إذا لم يكن هناك تباين بين الدراسات سوى ذلك الناتج عن الخطأ العشوائي.

## التطبيقات
يستخدم اختبار Q لكوكران بشكل واسع في المراجعات النظامية والتحليلات التلوية ضمن العلوم الطبية والاجتماعية لاختبار وجود التباين في الدراسات التي تبلغ عن نتائج مماثلة ولكن قد تختلف في التصميم والسكان والتدخلات والإعدادات. يعد التعرف على التباين أمرًا حاسمًا لفهم ما إذا كان بالإمكان دمج نتائج الدراسة وتفسير التباين في نتائج الدراسة.

## القيود
إحدى قيود اختبار Q لكوكران هي قوته المنخفضة للكشف عن التباين عندما يكون عدد الدراسات قليلًا، وهو سيناريو شائع في العديد من التحليلات التلوية. بالإضافة إلى ذلك، تتأثر حساسية الاختبار بحجم الدراسات المشمولة؛ حيث تميل الدراسات الكبرى إلى الهيمنة على نتيجة اختبار Q، مما قد يخفي التباين الموجود في الدراسات الأصغر حجمًا.

## البدائل
يمكن اللجوء إلى اختبار آي-تربيع I-squared أو إلى اختبار تاو-تربيع tau-squared كبدائل لتقييم التباين في التحليلات التلوية. هذان الاختباران قد يستعملان جنبا إلى جنب كذلك مع اختبار Q لكوكران. اختبار آي-تربيع I-squared يقيم التباين وفقا لنسبة مئوية، حيث:
- أقل من 25% تشير إلى تباين قليل بين الدراسات.
- بين ال 25% و 75%: تباين متوسط.
- أكثر من 75%: تباين شديد.

## الختام
يلعب اختبار Q لكوكران دورًا حيويًا في تقييم التباين في التحليلات التلوية، مما يوجه الباحثين في تفسير ودمج نتائج عدة دراسات. ومع ذلك، تتطلب قيوده تفسيرًا حذرًا لنتائج الاختبار، وغالبًا، استخدام طرق إحصائية تكميلية لفهم التباين وآثاره بين الدراسات المشمولة بالكامل.